# ألفارو سانز
ألفارو سانز (مواليد 14 فبراير 2001) هو لاعب كرة قدم إسباني يلعب في مركز خط الوسط في نادي برشلونة ب.

## روابط خارجية
- ألفارو سانز على موقع قاعدة بيانات كرة القدم.إي يو (الإنجليزية)
- ألفارو سانز على موقع Soccerway.com (الإنجليزية)
- ألفارو سانز على موقع عالم كرة القدم.نت (الإنجليزية)